# Relationer mellan Kazakstan och Malaysia
Relationer mellan Kazakstan och Malaysia inleddes på diplomatisk nivå 16 mars 1992. 1996 öppnades Kazakstans ambassad i Kuala Lumpur. Senare samma år öppnades Malaysias ambassad i Almaty. I maj 1996 gjorde Kazakstans president Nursultan Nazarbajev det första officiella besöket till Malaysia.